# Reteporella couchii
Reteporella couchii är en mossdjursart som först beskrevs av Walter Douglas Hincks 1878.  Reteporella couchii ingår i släktet Reteporella och familjen Phidoloporidae. Inga underarter finns listade i Catalogue of Life.